# Thysanopyga fractimacula
Thysanopyga fractimacula är en fjärilsart som beskrevs av W. Warren 1908. Thysanopyga fractimacula ingår i släktet Thysanopyga och familjen mätare. Inga underarter finns listade i Catalogue of Life.